# Tempête Alex
Ne doit pas être confondu avec Cyclone tropical Alex.
La tempête Alex est la première tempête de la saison des tempêtes hivernales en Europe de 2020-2021. Après s'être formée sur l'océan Atlantique Nord, elle a touché la côte de la Bretagne avant de poursuivre son chemin vers le centre de l'Europe. Elle a causé d'importants dégâts, surtout par les pluies diluviennes qu'elle a laissées sur le sud-est de la France et le nord de l'Italie.

## Évolution météorologique
Le 30 septembre 2020, Météo-France attribue le nom d'Alex, (alias Brigitte) à la dépression atlantique qui se dirige alors vers la Bretagne sud. Il s'agit d'une tempête à caractère explosif (bombe météorologique) associée à un courant-jet d'occlusion. Le 1er octobre 2020, le département du Morbihan est placé en vigilance rouge pour des vents violents, ce qui est assez remarquable, la vigilance ayant été déclenchée en tout début d'automne seulement. Les rafales maximales observées affectent en particulier le Morbihan avec 186 km/h à Belle-Île-en-Mer et 157 km/h à Groix, alors que dans les terres les vents varient de 100 à 130 km/h.
En se décalant vers l'est, la tempête cause un épisode méditerranéen exceptionnel, le département des Alpes-Maritimes étant placé en alerte rouge pour pluie et inondations le 2 octobre 2020 à 6 h. C'est à l'avant de son front froid que ce phénomène se produit. Pris dans une convergence, les orages associés au front déversent de très grandes quantités de pluie dans l'arrière-pays. Les vallées de l'Estéron, de la Tinée, et surtout de la Vésubie et de la Roya sont particulièrement touchées.

## Impact

### France

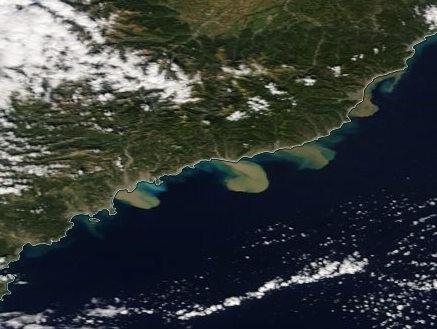
Sédiments emportés dans la Méditerranée par les pluies.

Le bilan est très lourd et les dégâts sont exceptionnels : 11 morts (10 dans les Alpes-Maritimes, 1 dans le Finistère) et 8 disparus dans les Alpes-Maritimes.
Au paroxysme tempétueux, plus de 100 000 foyers sont privés d'électricité en Bretagne et près de 15 000 foyers sont plus durablement privés d'électricité. Météo-France mesure 60 à 100 millimètres de pluie dans les départements de la Drôme, de l'Ardèche, du Rhône, de l'Ain, de la Saône-et-Loire, du Jura et de la Côte-d'Or, avec un maximum de 104 millimètres en 24 heures à La Rochepot, établissant un nouveau record pour la Bourgogne en octobre.

#### Alpes-Maritimes
L’événement a causé des dommages majeurs aux bâtiments et aux infrastructures, principalement dans les trois vallées de la Roya, de la Vésubie et, dans une moindre mesure, de la Tinée, isolant plusieurs secteurs et compliquant le retour à la normale en particulier dans la haute vallée de la Roya.
Dans les 70 communes des Alpes-Maritimes classées en état de catastrophe naturelle, on dénombre 470 bâtiments gravement endommagés ou détruits, principalement sur Saint-Martin-Vésubie, Tende et Roquebillière. Au moins une soixantaine de kilomètres de routes sont emportées et une soixantaine d’ouvrages d’art (ponts, tunnels, murs de soutènements…) impactés ou détruits, dont 20 ponts détruits . 17 stations d’épurations et plus de 10 stations de traitement ou captages d’alimentation en eau potable sont touchées avec plus de 200 km de réseaux eau et assainissement disparus ou endommagés. 31 km d’ouvrages électriques haute tension, 20 transformateurs et 22km de réseau basse tension détruits privant, les deux premiers jours, 12 500 clients d’énergie .
Le vendredi en début de soirée, le pont de la Manda, situé à Carros, ainsi que le pont Charles-Albert, situé à Gilette, principaux ouvrages d'art permettant de traverser le fleuve Var, sont fermés par précautions, leurs structures menaçant de céder sous la violence du courant du fleuve. La zone industrielle de Carros-Le Broc est évacuée, construite dans le lit même du fleuve Var, les autorités craignent la destruction des digues de protection. Il tombe 571 millimètres d'eau en 24 heures à Mons dans le Var ainsi que 500,2 millimètres en 24 heures à Saint-Martin-Vésubie situé dans l'ancien comté de Nice au pied du massif du Mercantour. Des rumeurs font état d’une brèche dans le barrage du Boréon, situé en amont du village de Saint-Martin-Vésubie. Elles sont démenties par le gestionnaire EDF. En revanche, les usines hydroélectriques de Roquebillière et de Breil-sur-Roya sont endommagées.

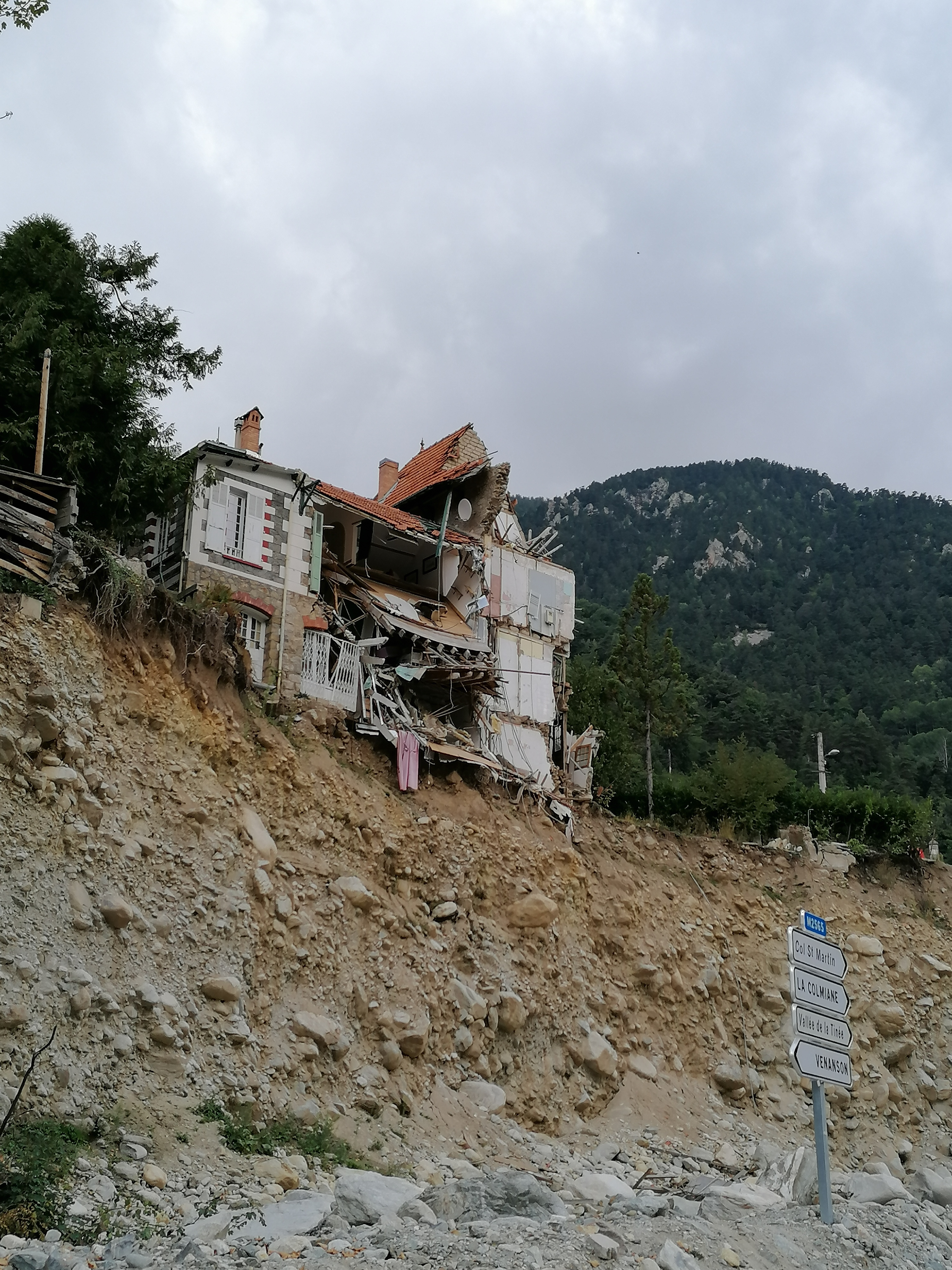
Le Clos Joli à Saint-Martin-Vésubie emporté par la tempête

Le parc Alpha, situé également au Boréon, est en grande partie détruit. Trois loups sont retrouvés vivants au sein du parc ; un loup blanc est retrouvé mort ; le reste des meutes, des loups blancs et des loups noirs du Canada, sont portés disparus. Ils seront aperçus plusieurs fois autour du village de Saint-Martin-Vésubie. Il faudra plusieurs semaines aux équipes du parc Alpha et aux professionnels de la montagne pour tous les récupérer et les évacuer vers un parc animalier situé dans le département des Deux-Sèvres ,.

#### Sinistres

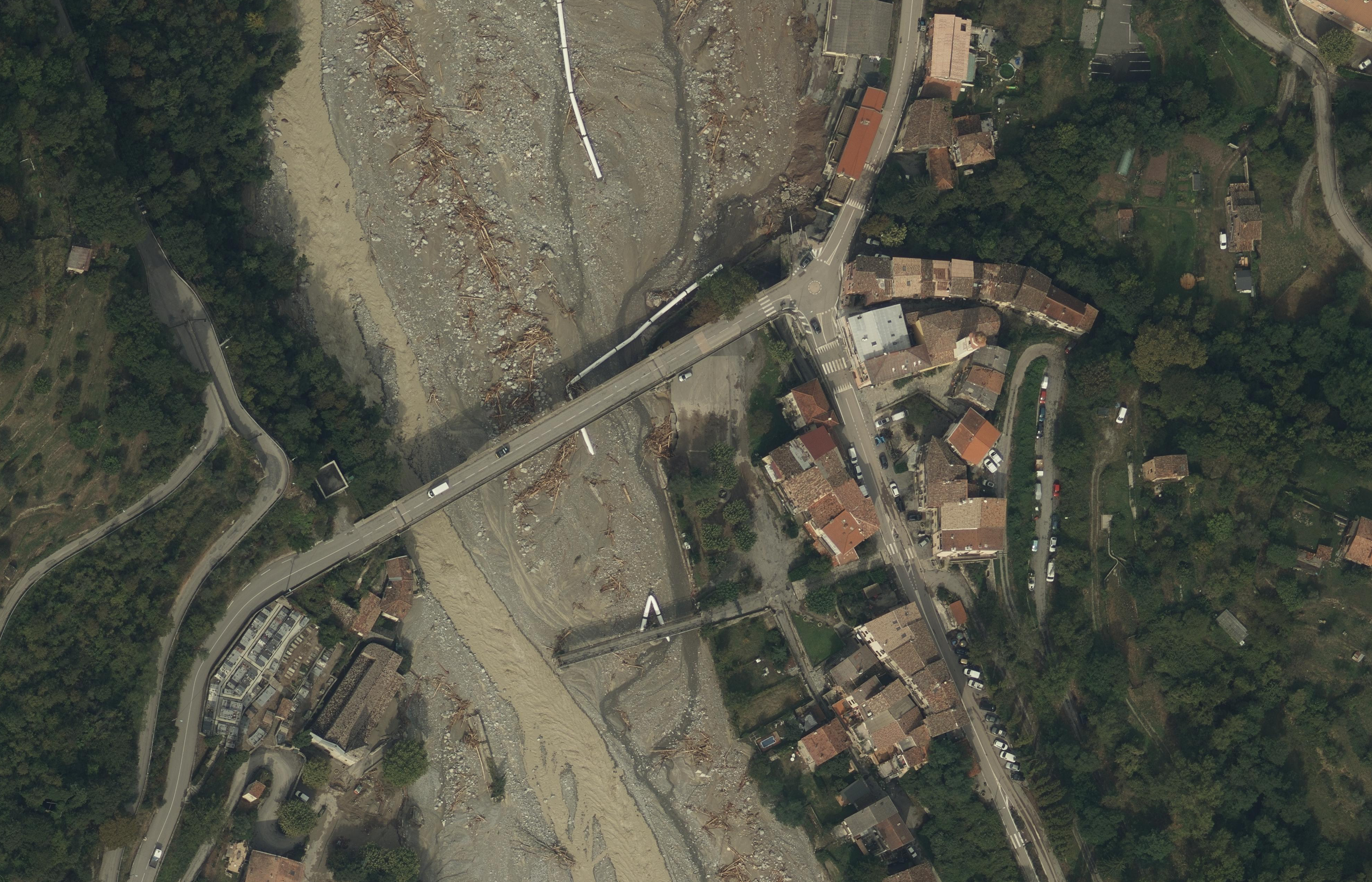
Vue aérienne des dégâts dans la commune de Roquebillière.

Deux cimetières, celui de Saint-Dalmas de Tende situé sur la commune de Tende et celui de Saint-Martin-Vésubie, sont ravagés par la crue, qui emporte des sépultures. Au cimetière de Saint-Dalmas de Tende (commune de Tende), environ 150 corps sont ainsi emportés. Certains de ces corps ont été retrouvés sur des plages en Italie.
Les dégâts ont également entraîné dans les vallées impactées une rupture des réseaux d’eau, d’électricité et des moyens de communication nécessitant dès le lendemain et pendant plusieurs semaines la mise en place d'un pont aérien par hélicoptère entre l’aéroport de Nice et les villages isolés du haut pays. Jusqu’à 15 appareils ont volé simultanément, pour réaliser les évacuations, approvisionner les populations, et transporter le matériel de reconstruction.
L'importance des dégâts sur le parc immobilier a nécessité la mise en place par la préfecture, à partir du 8 octobre, d'une cellule bâtimentaire chargée d'effectuer des diagnostics bâtimentaires d'urgence pour permettre d'évaluer le niveau de risque que représente les dégâts sur les bâtiments pour les occupants. Plus de 2000 bâtiments répartis sur 12 communes ont ainsi été diagnostiqués par cette mission,,

98% du musée d'histoire de Saint-Martin-Vésubie a été détruit,.

### Reste de l'Europe

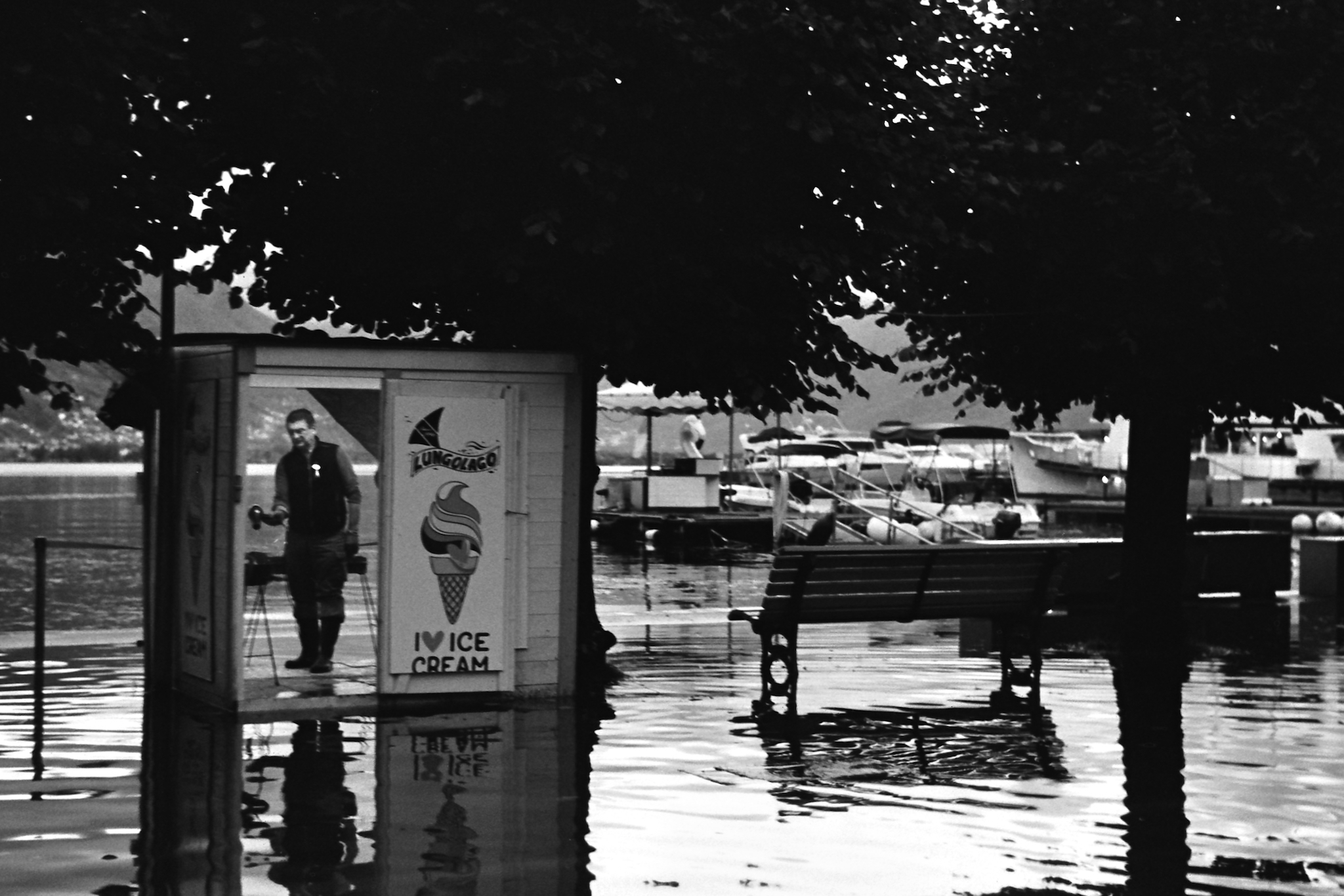
Débordement du lac à Locarno.

Au Royaume-Uni, le Met Office signale que les hauteurs précipitées maximales sont de 78 millimètres à Liss, dans le Hampshire, et qu'une rafale maximale a été mesurée à 114 km/h à Berry Head, dans le Devon.
En Italie, les régions du Piémont et de la Ligurie sont mises en état d’urgence ; 8 personnes sont mortes, 1 est disparue et des villages sont coupés du monde à la suite des pluies diluviennes ayant provoqué des crues soudaines dans la zone frontalière avec la France. Il tomba jusqu'à 630 millimètres en 24h à Sambughetto dans le Piémont. La pluie touche aussi le reste du nord de l'Italie, dont la Lombardie et la Vénétie.
En Suisse, les cumuls de précipitations atteignent 100 à 250 mm au sud des Alpes, alors que dans l’ouest du Tessin, ils avoisinent les 400 mm en 24 heures selon MétéoSuisse. Le niveau des lacs et des cours d’eau augmente et les sols sont également saturés, causant des glissements de terrain, des coulées de boue et de l’érosion. Dans le canton du Valais, des routes de montagne sont fermées en raison d’éboulements. Dans le canton d'Uri, une alarme de crue est déclenchée dans la nuit. Ailleurs dans le pays, des autoroutes sont fermées et le trafic ferroviaire est également interrompu dans plusieurs régions.
En Autriche, un randonneur meurt écrasé par un arbre. La Pologne et la République tchèque déplorent chacune un mort.

### Victimes
Le bilan, toujours provisoire, fait état d'au moins 21 décès (8 en Italie, 10 en France, 1 en Autriche, en Pologne et en République Tchèque), de 9 disparus (8 en France et 1 en Italie) ,,,,,

## Dans la culture populaire
Le passage de la tempête inspire certains artistes locaux comme en témoignent les installations artistiques en amont du village de Saint-Martin-Vésubie.
La compagnie de spectacle vivant L'Embrayage à paillettes a créé deux spectacles autour de cette tempête : Au Pied du Mur (en 2021) et Tempête(s) (en 2023).
Une bande dessinée, La Tempête. Alex, chronique d’une catastrophe de Cédric Fernandez et Yvon Bertorello, sort le 8 octobre 2021 pour raconter l'histoire de la tempête. Une suite, La Tempête - Tome 2 : Alex, chronique d'une reconstruction, sort le 26 octobre 2022.

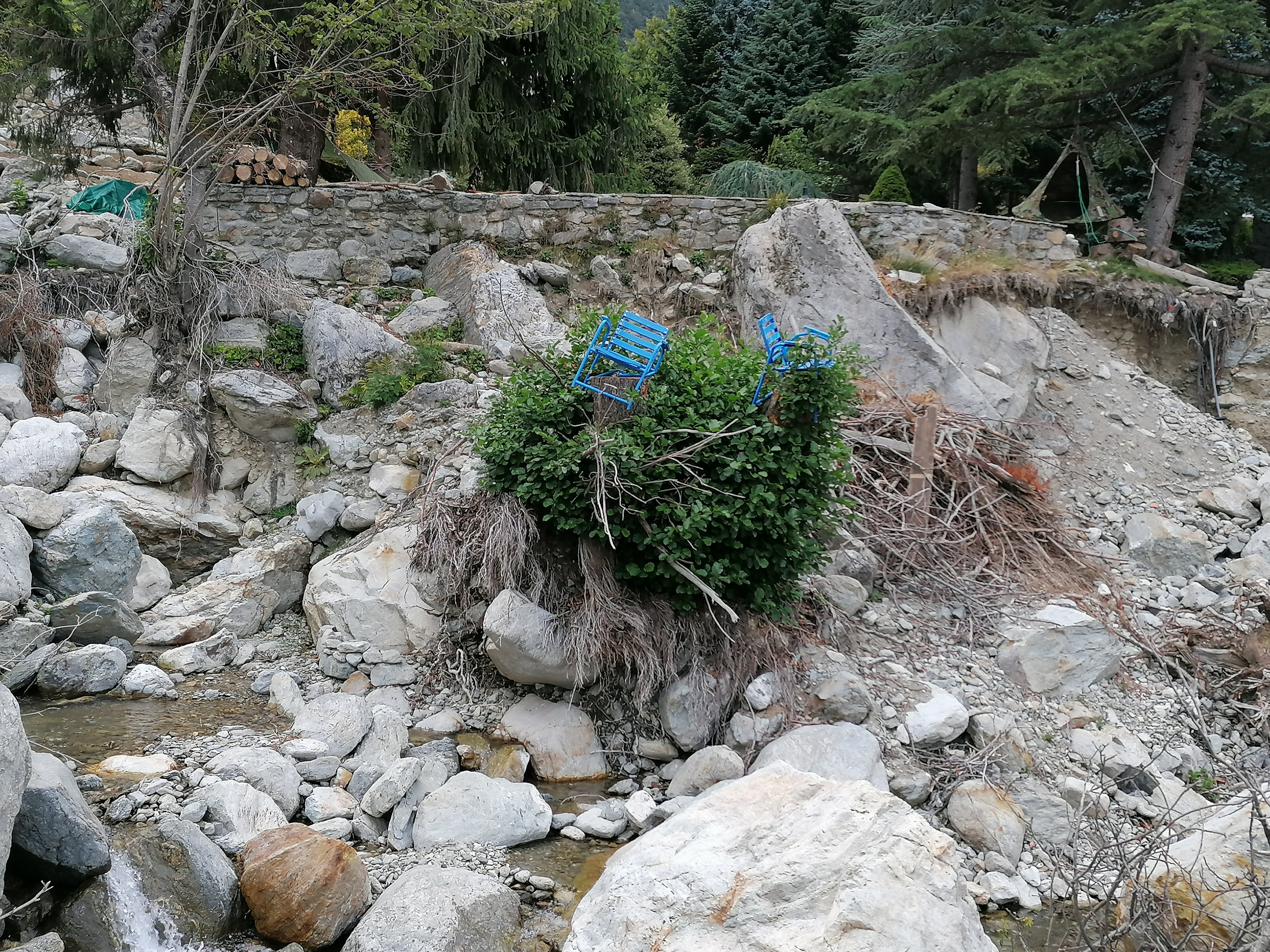
Installation artistique de chaises Bleues de la ville de Nice.
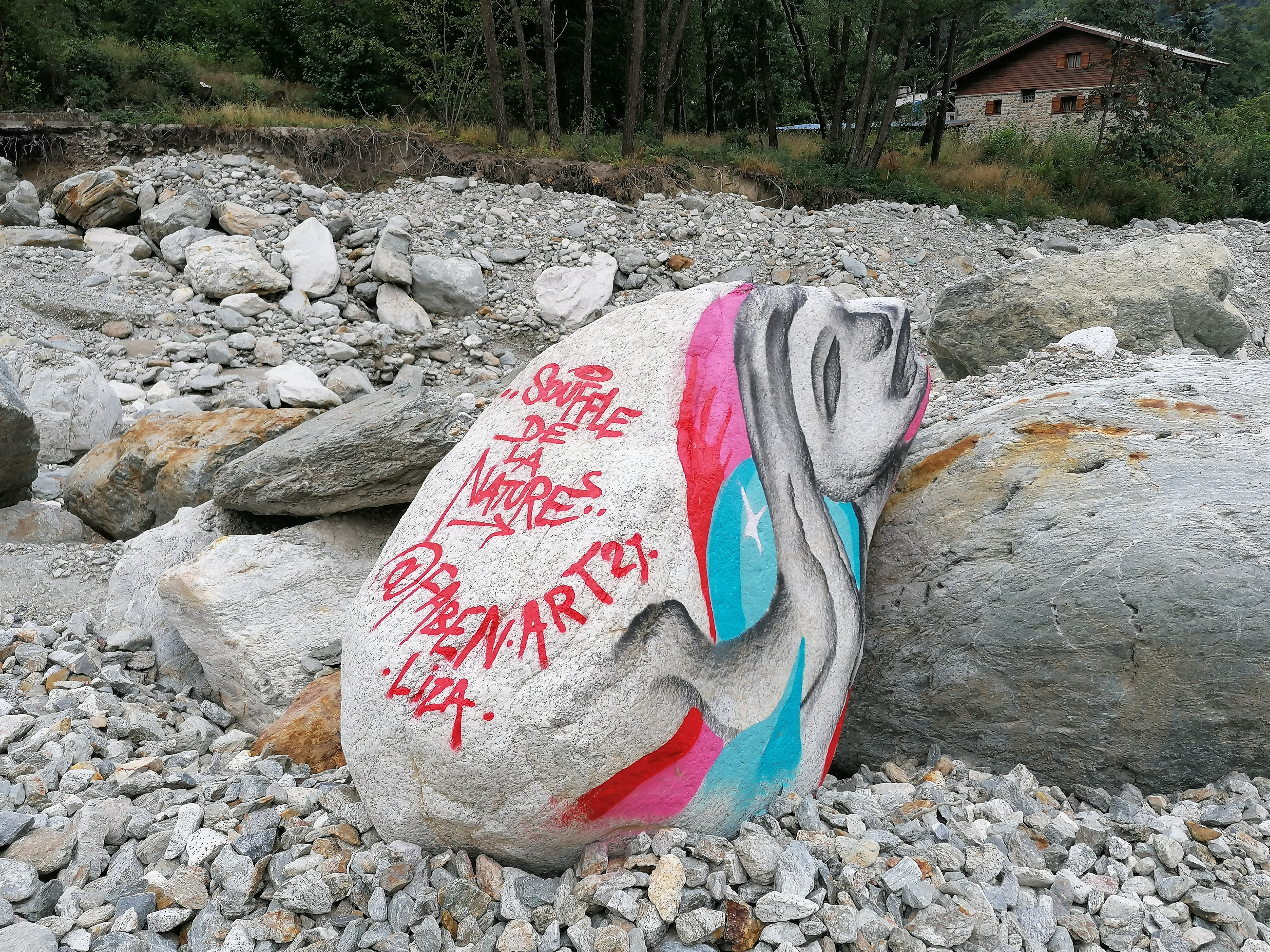
Graffiti sur une roche.
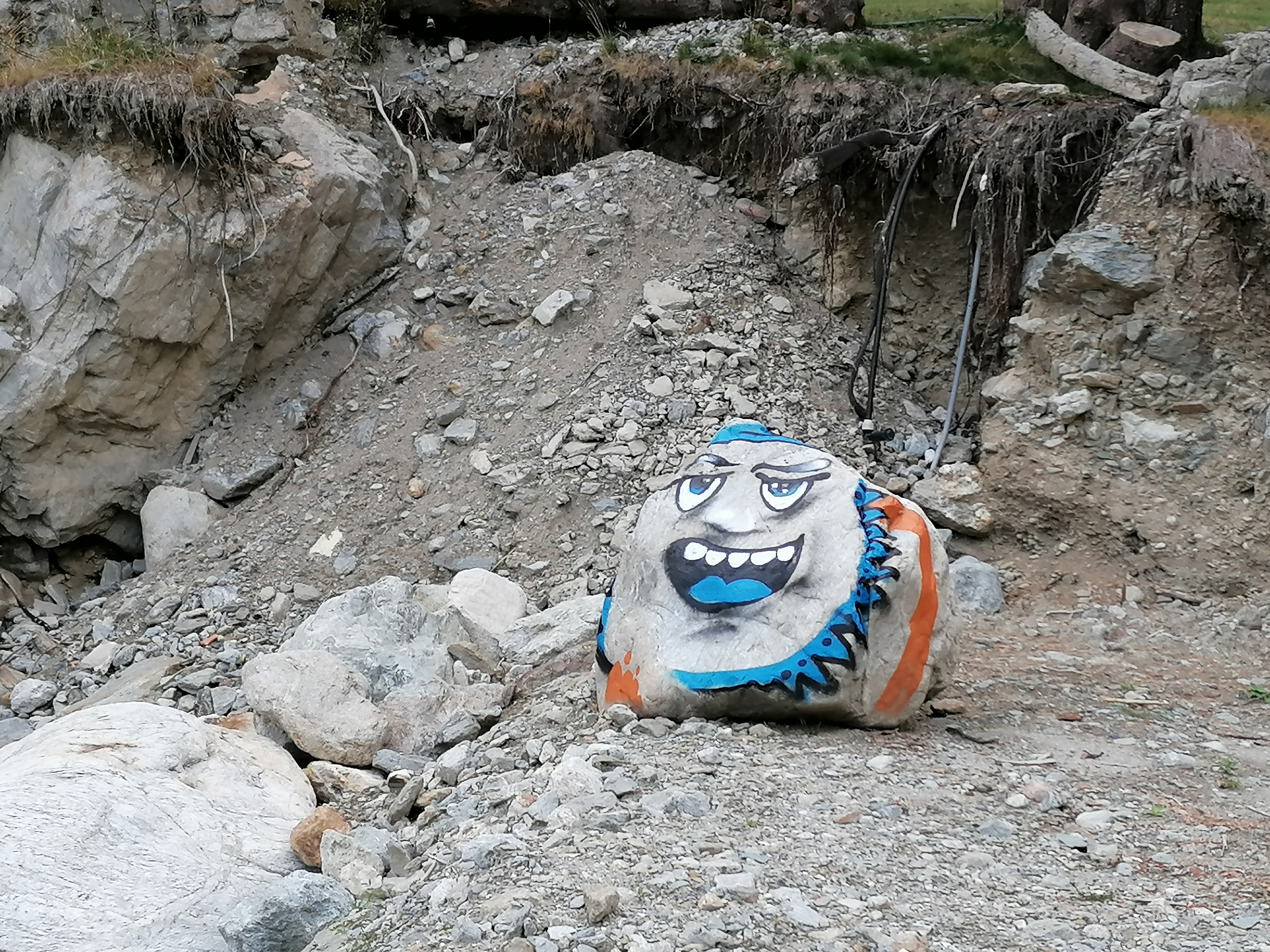
Graffiti sur une roche.